# Mungos
Mungos is een geslacht van mangoesten uit de klasse van de Mammalia (zoogdieren).

## Soorten
- Mungos gambianus (Ogilby, 1835)
- Mungos mungo (Gmelin, 1788)